# 明日を信じてみたいって思えるよ
「明日を信じてみたいって思えるよ」（あしたをしんじてみたいっておもえるよ）は、SUPER☆GiRLSの25枚目のシングル。2020年8月5日にiDOL Streetから発売された。

## 概要
CD+Blu-ray Disc、CDのみ、ミュージックカード（10種類）の3種12形態で発売。樋口なづながシングルとしては自身初のセンターを務め、ロゴも樋口の手書きによるものである。なお、門林有羽は活動休止中のため今作には参加していない。
2020年6月12日、結成10周年を記念した配信番組『SUPER☆GiRLS 〜10周年も止まンないっ！〜』（SHOWROOM）で発売を発表し、同時に表題曲「明日を信じてみたいって思えるよ」のリリックビデオが公開された。なおリリックビデオの公開はグループ初のことである。メディア初OAは同15日放送の『SOUND GENIC』（エフエム仙台）で、同年7月4日に行われた『エイベのアイドル夏祭り 〜哲、この部屋、無観客ライブ配信〜』（OPENREC.tv）でパフォーマンスが初披露された。カップリング曲の「Summer☆Wave!!!」は同15日放送の『GIRLS♥GIRLS♥GIRLS =RED ZONE= SUPER☆GiRLSと超絶☆夜ふかしタイム!!!!』（FM-FUJI）で、「はっちゃけ!灼熱オトメ節」は同22日放送の同番組で、それぞれメディア初OAされた。また、「Summer☆Wave!!!」は同年8月30日開催の『@JAM ONLINE FESTIVAL 2020』で、「はっちゃけ!灼熱オトメ節」は同年10月4日開催の『TOKYO IDOL FESTIVAL オンライン 2020』で、それぞれパフォーマンスが初披露された。
新型コロナウイルス感染症の流行の影響が続くなか発売される今作について、リーダーの渡邉幸愛は「今回のシングルは夏曲らしい爽やかなサウンドにこの時期、今リリースするからこそ、皆様の日常の希望になりたい！と想いを込めたメッセージ性の強い一曲です。」と語っている。振付は前作に引き続きCRE8BOYが担当し、メンバーへのレクチャーはZoomを使用して遠隔で行われた。また、2020年7月21日に公開されたMVは、スタジオでメンバーを個々撮影したもので構成されている。

## 収録曲

### CD
1. 明日を信じてみたいって思えるよ [4:42]
作詞：PA-NON、作曲：五戸力、編曲：渡辺徹・日比野裕史
2. Summer☆Wave!!! [3:58]
作詞・作曲：多田慎也、編曲：島田尚
3. はっちゃけ!灼熱オトメ節 [3:59]
作詞：常楽寺澪、作曲：ArmySlick・常楽寺澪、編曲：ArmySlick
4. 明日を信じてみたいって思えるよ（Instrumental）
5. Summer☆Wave!!!（Instrumental）
6. はっちゃけ!灼熱オトメ節（Instrumental）

### Blu-ray Disc
1. 明日を信じてみたいって思えるよ (Music Video)
2. 明日を信じてみたいって思えるよ (Music Video 個人サビver.)

## 音楽配信

### 明日を信じてみたいって思えるよ
CDの発売日である8月5日に配信開始。ハイレゾ音源および「明日を信じてみたいって思えるよ」のMVも同日に配信開始した。
太字の配信サービスはハイレゾ音源を配信している。「MV」は「明日を信じてみたいって思えるよ」のMVも配信していることを示す。

### 明日を信じてみたいって思えるよ EUROBEAT ver.
10月21日に配信開始。ハイレゾ音源およびMVの販売はない。
「MV」は「明日を信じてみたいって思えるよ EUROBEAT ver.」のMVも配信していることを示す。

## イベント
| 日程                                        | 公演名                                                   | 会場      | 備考 |
| ------------------------------------------- | -------------------------------------------------------- | --------- | --- |
| 2020年 6月20日                              | mu-moショップイベント                                    | -         | mu-moショップの対象商品購入者が参加できる、テレビ電話トーク会・生電話トーク会。各9部制。 |
| 6月27日・28日・7月11日・12日・19日・8月29日 | ネットサイン会                                           | LINE LIVE | MUVUSの対象商品購入者が参加できるもの。6月27日は渡邉・石丸・坂林・松本が、同28日は阿部・長尾・金澤・井上・樋口が、7月11日は阿部・金澤・石丸・松本が、同12日は渡邉・長尾・坂林・井上・樋口が、同19日・8月29日は全員が、それぞれ参加。 |
| 7月10日                                     | ネットサイン会-特別編3期同期会-                          | LINE LIVE | MUVUSの対象商品購入者が参加できるもの。阿部・長尾が参加。 |
| 7月24日・25日                               | ネットチェキ会                                           | LINE LIVE | MUVUSの対象商品購入者が参加できるもの。24日は渡邉・金澤・井上が、25日は石丸・坂林・樋口が、それぞれ参加。24日に参加予定だった松本は体調不良により8月5日に振り替えられた。                                                            |
| 7月28日 - 31日                              | ZOOMトーク会&生電話トーク会                              | -         | MUVUSの対象商品購入者が参加できるもの。28日は金澤が、29日は石丸・樋口が、30日は坂林・井上が、31日は渡邉・阿部・松本が、それぞれ参加。                                                                                                |
| 8月5日                                      | ネットサイン会・ジャケットサイン会                       | LINE LIVE | MUVUSの対象商品購入者が参加できるもの。渡邉・金澤・石丸・坂林・井上・樋口・松本が参加。 |
| 8月9日                                      | タワーレコードオンライン 配信ミニライブ&オンライン特典会 | YouTube等 | タワーレコードオンラインの対象商品購入者が参加できる、オンラインミニライブ・ミニうちわネットサイン会。 |
| 8月19日                                     | ネットチェキ会 特別編3期同期会                           | LINE LIVE | MUVUSの対象商品購入者が参加できるもの。阿部・長尾が参加。 |
| 8月19日                                     | 石丸千賀&坂林佳奈 presents デジタルビンゴ大会            | LINE LIVE | MUVUSの対象商品購入者が参加できるもの。石丸・坂林が参加。 |

※新型コロナウイルス感染症の流行の影響で実店舗での対面イベントは行わず、全てオンラインで行われている。